# New Market (Virginia)
New Market è un comune degli Stati Uniti d'America, situato nello Stato della Virginia, nella Contea di Shenandoah.